# تاکاشی ماتسو (بازیگر، متولد ۱۹۹۶)
تاکاشی ماتسو (انگلیسی: Takashi Matsuo؛ زادهٔ ۲۳ سپتامبر ۱۹۹۶) بازیگر، خوانندگی اهل ژاپن است.